# La Voz (1935-1936)
La Voz fue un periódico español editado en Almería entre 1935 y 1936.

## Historia
Nacido en 1935, vino a suceder al desaparecido diario almeriense República. El diario, órgano provincial del Partido Radical, fue puesto en marcha por estos. El diario fue apadrinado por el político radical José Guirado Román —a la sazón presidente de la Diputación provincial de Almería—, y de hecho estaría sufragado económicamente por esta institución. No obstante, tuvo una vida corta. Continuaría editándose hasta el estallido de la Guerra civil, en julio de 1936.
Sus instalaciones serían utilizadas para la edición de un diario socialista, Yunque.